# Královražda

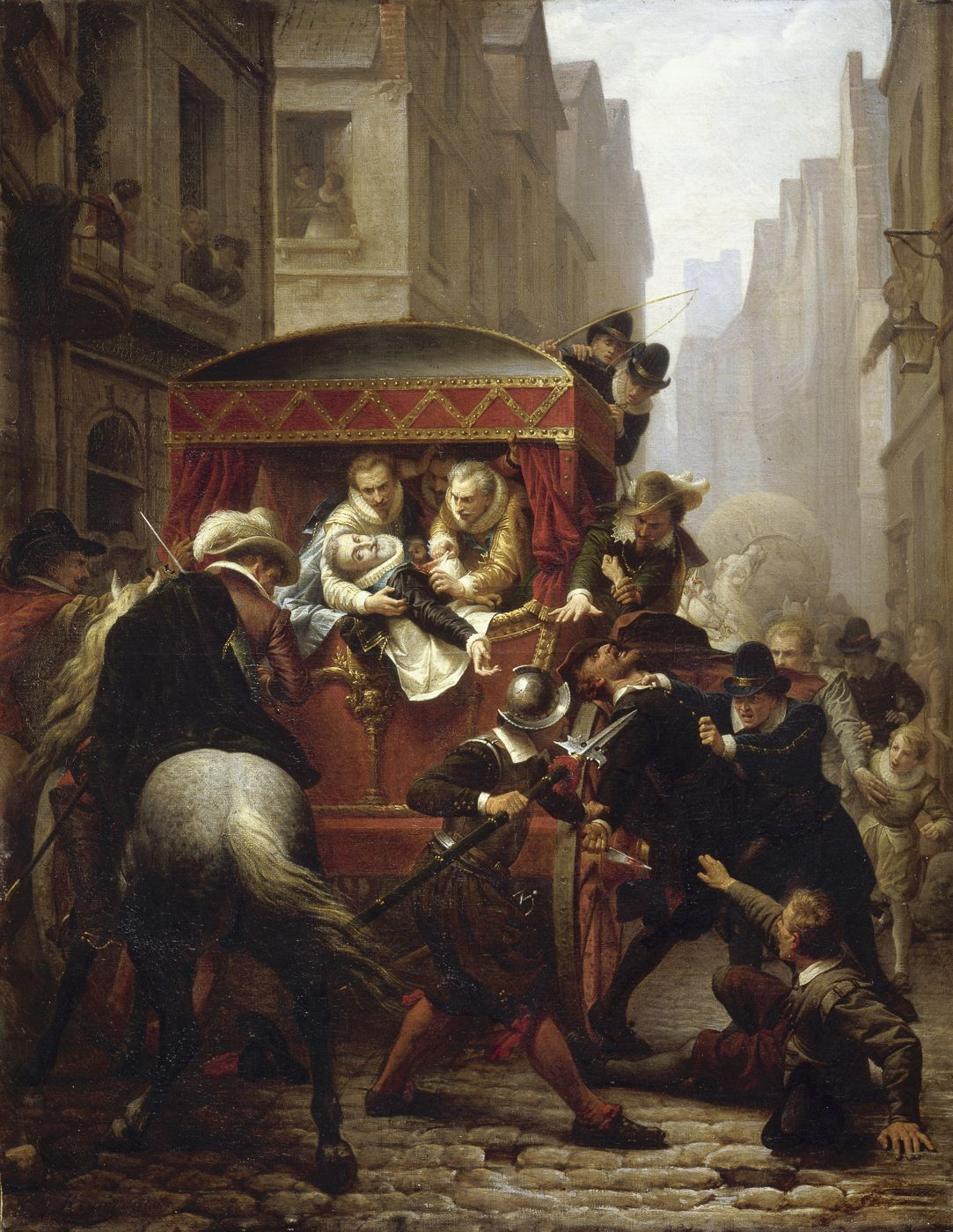
Zavraždění Jindřicha IV.

Královražda je záměrné zabití krále, jak naznačuje etymologie, nebo jakéhokoli panovníka. Primárně se takto označuje vražda či úspěšný atentát, kdy je obětí vládnoucí osoba v monarchistickém zřízení. Obvykle jde o politicky motivovanou vraždu, ale mohou zde být i osobní motivy. Za královraždu bývá také považováno vykonání rozsudku smrti vyneseného soudem nebo shromážděním proti sesazenému panovníkovi.

## Definice
Etymologie slova královražda je podobná jako u jeho cizojazyčného protějšku regicide či regicida, jenž pochází z latinských slov rex („král“) a caedere („zabít“). Regicida tedy znamená doslova “zabití krále”. V průběhu dějin se pro zločin zavraždění krále používaly různé definice a výklady. Slovo Rex je většinou chápáno tak, že se nevztahuje pouze na krále, ale na jakýkoliv typ panovníka, což vede k sémantickým problémům s rozsahem.

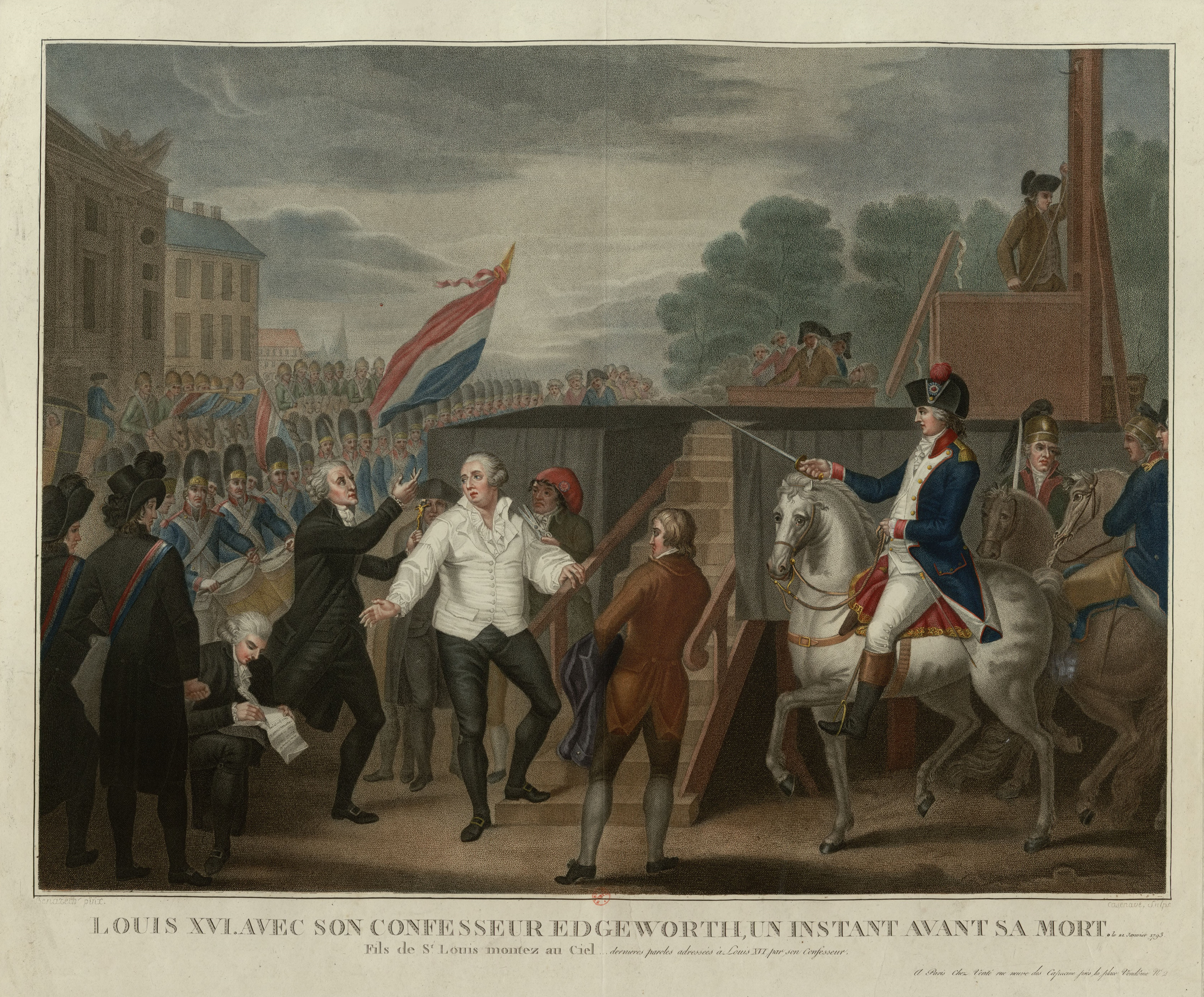
Poprava Ludvíka XVI. za Francouzské revoluce

Někteří panovníci, jako Mikuláš II. a Haile Selassie, již de facto v čase své smrti nebyli u moci v důsledku nucené nebo dobrovolné abdikace, ale zvláště po nucených abdikacích či vypovězeních tito panovníci, podpořeni svými příznivci, často stále viděli sami sebe jako vládce de jure. Záleželo tedy na úhlu pohledu nalegitimnost jejich nároků. Známou kontroverzí v historiografii je poprava Ludvíka XVI. z roku 1793. Podle legitimistů šlo o královraždu legitimního krále Ludvíka XVI. ze strany „lůzy“, ale francouzští revolucionáři to považovali za „popravu občana Louise Capeta“, vykonanou dle práva po spravedlivém procesu, který ho shledal vinným. Po restauraci Bourbonů byli jako královrazi označeni poslanci Konventu, kteří pro popravu krále hlasovali.
Jiné vraždy naopak mezi královraždy zahrnovat nelze. Např. atentát na arcivévodu Františka Ferdinanda, protože to byl korunní princ, který ještě nenastoupil na trůn. Nespadají sem vraždy manželek panovníků nebo jiných příbuzných, jako například zabití císařovny Alžběty Rakouské v roce 1898 nebo Earla Mountbattena v roce 1979. Podobně není královraždou např. smrt panovníka v bitvě či nešťastnou náhodou.

## Tresty
Královražda (včetně pokusu o zabití panovníka) vždy patřila spolu s velezradou k nejtěžším zločinům. Pachatel, pokud byl dopaden živý, byl odsouzen k smrti, poprava někdy probíhala obzvlášť brutálním způsobem. Např. vrazi francouzských králů Jindřicha III. a Jindřicha IV. byli popraveni rozčtvrcením.
Po změně režimu bývaly potrestány i osoby, které hrály významnější roli při procesech, kdy byl král odsouzen k smrti. Když se v Anglii dostal k moci Karel II., vyhlásil generální pardon pro účastníky občanských válek, ten se ale netýkal těch, kdo podepsali rozsudek smrti krále Karla I. Mnozí byli popraveni, dokonce byla vykopána a dodatečně pověšena a rozčtvrcena těla těch, kteří již byli po smrti (např. Olivera Cromwella). Přeživší královrazi francouzské revoluce byli po Napoleonově pádu většinou potrestáni vypovězením ze země.

## Královraždy v dějinách

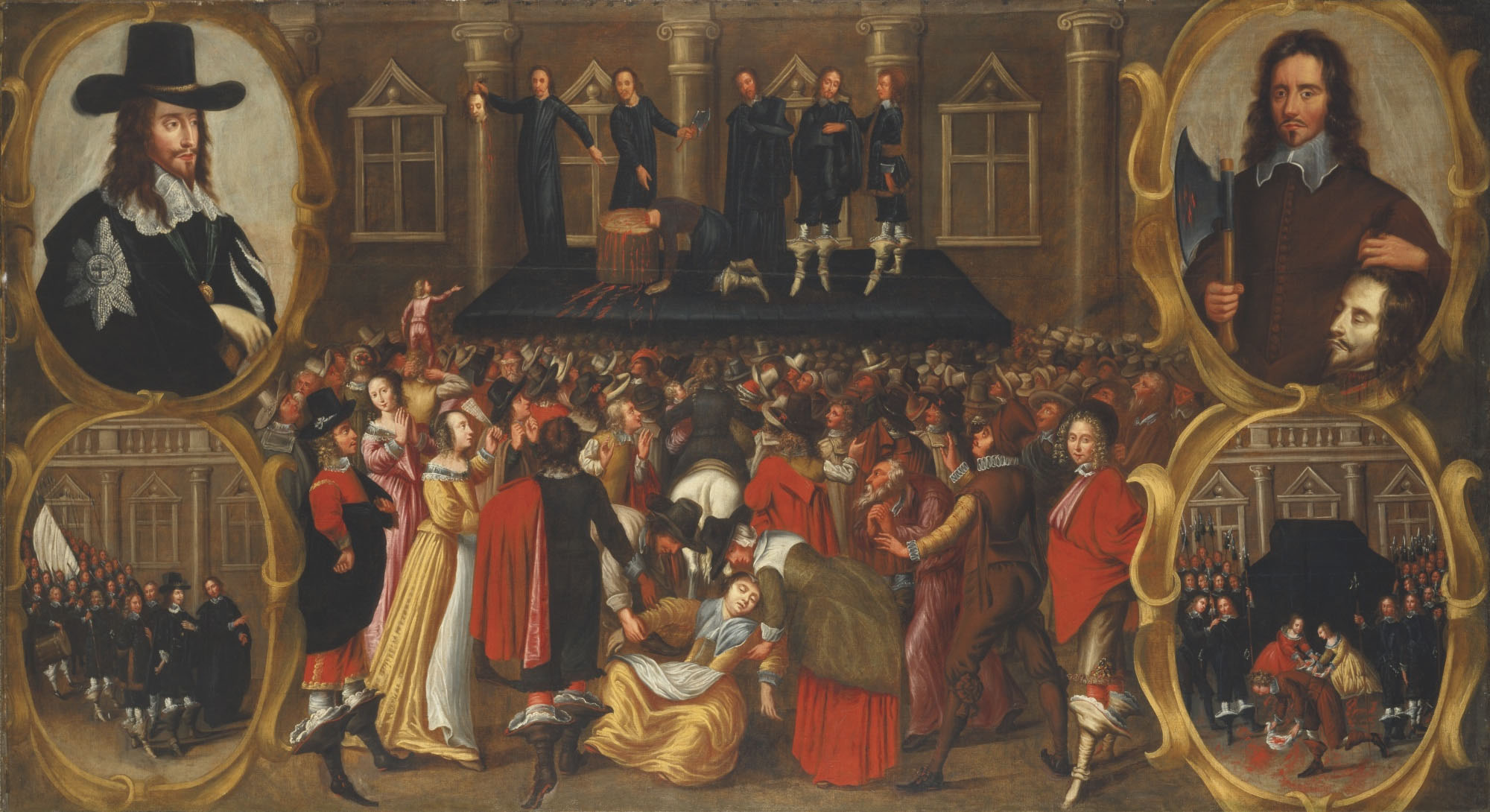
Poprava anglického krále Karla I.

### Starověk

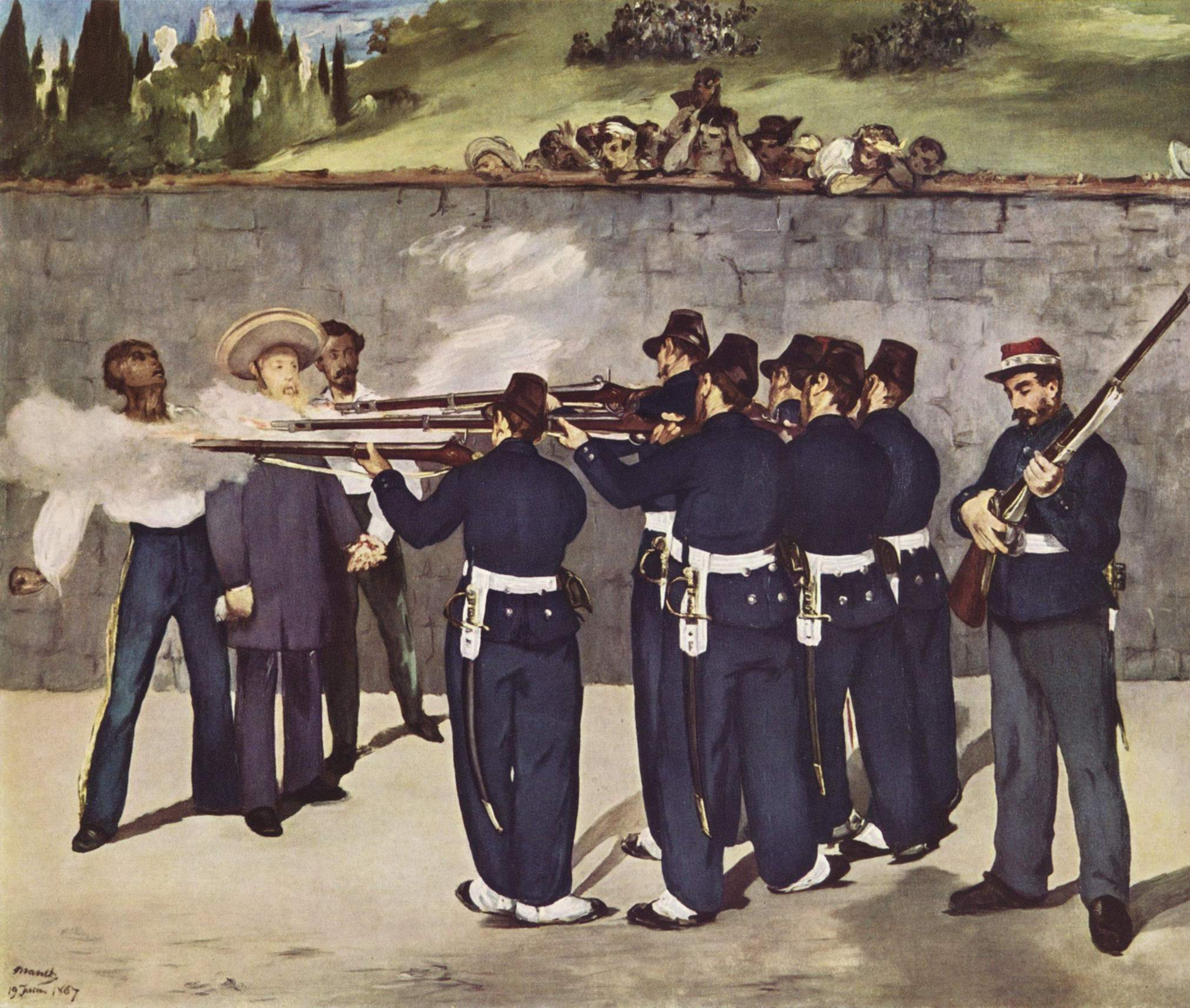
Poprava císaře Maxmiliána I. Mexického (obraz Édouarda Maneta)

- 1962 př. n. l. Amenemhat I. ze Středoegyptské říše, zabit vlastní tělesnou stráží
- 1526 př. n. l. Muršili I., král Chetitů, zabit svým vlastím švagrem Chantilim I.
- konec 2. tisíciletí př. n. l. Eglón z Moábu, zabit Ehúdem
- 1155 př. n. l. Ramesse III. z Novoegyptské říše, podlehl zranění krku způsobeného spiklenci
- 11. století př. n. l. Agag z Amáleku, popraven prorokem Samuelem
- 1005 př. n. l. Iš-bošet Izraelský, zabit dvěma svými kapitány

- 900 př. n. l. Nádab z Izraele, zabit svým vlastním kapitánem Baešou
- 885 př. n. l. Éla z Izraele, zavražděn velitelem svého vozu Zimrím
- 841 př. n. l. Jóram Izraelský, zavražděn Jehúem
- 836 př. n. l. Atalja, judská královna, zabita povstalci, kteří dosadili na trůn Jóaše
- 797 př. n. l. Jóaš z Judey, zabit svými vlastními služebníky v Milu
- 771 př. n. l. král Ti dynastie Čou, zabitý markýzem ze Šenu
- 767 př. n. l. Amasjáš z Judey, zavražděn v Lachiši neznámými pachateli
- 752 př. n. l. Zekarjáš Izraelský, zavražděn Šalúmem
- 740/ 737 př. n. l. Pekachjáš, král Izraele, zavražděn Pekachem, synem Remaliáše
- 732 př. n. l. Pekach, král Izraele, zabit Hóšeem
- 681 př. n. l. Sinacherib, asyrský král, zavražděn za nejasných okolností
- 641 př. n. l. Amón z Judey, zavražděn vlastními sluhy
- 578 př. n. l. Lucius Tarquinius Priscus, římský král, zabit dvěma pastýři
- 514 př. n. l. Hipparchos z Athén, zavražděn dvěma milenci Harmodiem a Aristogeitonem

- 465 př. n. l. Xerxés I. z Persie, zabit svým hlavním tělesným strážcem Artabanem
- 424 př. n. l. Xerxés II. z Persie, zabit svým bratrem Sogdianem
- 336 př. n. l. Filip II. Makedonský, zavražděn svou vlastní tělesnou stráží.
- 330 př. n. l. Dareios III. z Persie, zavražděn svým generálem Bessem
- 323 př. n. l. Alexandr Veliký (?), zemřel na neznámou nemoc, ačkoli mnozí spekulují, že byl otráven
- 317 př. n. l. Filip III. Makedonský, popraven nevlastní matkou Olympias
- 315 př. n. l. Porus starší, indický král, zavražděn jedním z Alexandrových generálů
- 309 př. n. l. Alexandr IV. Makedonský, zavražděn ve věku 14 let regentem Kassandrem
- 294 př. n. l. Alexandr V. Makedonský, zavražděn Demetriem Poliorketem
- 281 př. n. l. Seleukos I. Nicator, zavražděn Ptolemaiem Keraunem
- 249 př. n. l. Demetrios z Kyrény, zavražděn manželkou Berenikou II.
- 246 př. n. l. Antiochos II. Theos, otráven svou manželkou Laodice
- 241 př. n. l. Agis IV. ze Sparty, popravený efory bez řádného soudu
- 233 př. n. l. Deidamia II. z Epiru, zavražděna během republikánského povstání
- 227 př. n. l. Archidamos V. ze Sparty, zavražděn možná na příkaz svého spoluvládce Kleomena III.
- 223 př. n. l. Seleucus III. Ceraunus, zavražděn v Anatolii členy jeho armády
- 223 př. n. l. Diodotus II. z Baktrie, zabit uchvatitelem Euthydemem I.
- 214 př. n. l. Hieronym ze Syrakus, zavražděn spiklenci
- 207 př. n. l. Čchin Er Š', Čína, prostřednictvím nucené sebevraždy, kterou provedl jeho eunuch
- 206 př. n. l. Ziying z dynastie Qin, Čína, popraven
- 185 př. n. l. Brhadratha z Indie, zavražděn Pušjamitrou Šungou během vojenské přehlídky
- 149 př. n. l. Prusias II. z Bithýnie, zavražděn příznivci svého syna
- 120 př. n. l. Mithridatés VI. Pontský, otráven na banketu
- 116/111 př. n. l. Ariarathes VI. z Kappadokie, zavražděn Gordiem
- 100 př. n. l. Ariarathes VII. z Kappadokie, zavražděn Mithridatem VI. z Pontu
- 80 př. n. l. Ptolemaios XI. Alexandr II ., egyptský faraón, lynčován občany Alexandrie
- 51 př. n. l. Ariobarzanes II. z Kappadokie, zavražděn parthskými oblíbenci
- 44 př. n. l. Burebista, velký král Dacie, zavražděn místními šlechtici a svými rádci
- 44 př. n. l. Ptolemaios XIV., egyptský faraon, pravděpodobně otráven Kleopatrou VII.
- 42 př. n. l. Ariobarzanes III. z Kappadokie, popravený Gaiem Cassiem Longinem
- 36 př. n. l. Ariarathes X. z Kappadokie, popravený Markem Antoniem
- 30 př. n. l. Caesarion Egyptský, popravený Octavianem
- 29 př. n. l. Antiochos II. z Commagene, popravený Octavianem

- 25 Čingši, čínský císař, uškrcen
- 41 Caligula, římský císař, zabit pretoriánskou gardou a skupinou spiklenců podporovaných římským senátem
- 69 Galba , římský císař, zabit pretoriánskou gardou
- 69 Vitellius, římský císař, zabit vojsky domorodého velitele východních provincií
- 96 Domicián, římský císař, zavražděn skupinou dvorních úředníků
- 146 Zhi z Han, čínský císař, otráven
- 190 Shao z Han, čínský císař, rebely donucen vypít jed
- 192 Commodus, římský císař, uškrcen svým zápasnickým partnerem podporovaným skupinou spiklenců
- 193 Pertinax, římský císař, zavražděn pretoriánskou gardou
- 193 Didius Julianus, římský císař, popraven na příkaz senátu
- 217 Caracalla, římský císař, zavražděn vojákem
- 218 Macrinus, římský císař, popraven Elagabalem
- 222 Elagabalus, římský císař, zavražděn pretoriánskou gardou
- 235 Severus Alexander,římský císař, zavražděn armádou
- 238 Maximinus I., římský císař, zavražděn pretoriánskou gardou
- 238 Pupienus, římský císař, zavražděn pretoriánskou gardou
- 238 Balbinus, římský císař, zavražděn pretoriánskou gardou
- 253 Trebonianus Gallus, římský císař, zabit svými vlastními vojáky
- 253 Aemilianus, římský císař, zabit svými vlastními vojáky
- 260 Cao Mao, čínský císař, zabit od Cheng Ji na příkaz Sima Zhao
- 268 Gallienus, římský císař, zavražděn svými vlastními veliteli
- 275 Aurelianus, římský císař, zavražděn pretoriánskou gardou
- 276 Florianus, římský císař, zavražděn svými vlastními vojáky
- 282 Marcus Aurelius Probus, římský císař, zavražděn svými vlastními vojáky
- 307 Flavius Severus, římský císař, donucen spáchat sebevraždu Maxentiem
- 310 Maximianus, římský císař, donucen Konstantinem I. spáchat sebevraždu
- 325 Licinius, římský císař, popraven na příkaz Konstantina I
- 350 Constans, římský císař, zabit příznivci Magnentia
- 359 Gratianus, římský císař, zavražděn armádní frakcí
- 385 Xuanzhao, čínský císař, udušen Jao Changem
- 419 An z Jin, čínský císař, zavražděn Wang Shaozhi na příkaz Liu Yu
- 421 Gong z Jin, čínský císař, zavražděn vojáky rozkazem Liu Yu
- 422 Theodomer, král Franků, popraven spolu se svou matkou Římany
- 423 Joannes, římský císař, zajat a popraven východořímskou armádou
- 453 Wen z Liu Song, čínský císař, zabit korunním princem Liu Shao
- 455 Valentinian III., císař Západořímské říše, zavražděn
- 456 Ankó, japonský císař, zavražděn princem Majowou

### Středověk
- po roce 507 Chararich, franský král, zabit Chlodvíkem I. (poté, co abdikoval a stal se mnichem)
- 509 Sigibert Chromý, franský král, údajně zavražděn svým synem Chloderichem na popud Chlodvíka I.
- 509 Chlodoric, franský král, zavražděn stoupenci Chlodvíka I.
- 509 Ragnachar, franský král, popraven Chlodvíkem I.
- 524 Zikmund Burgundský, král Burgundů, popraven Chlodomerem, králem Orleánským
- 551 Jianwen z Liangu, čínský císař, zabit Hou Jingem
- 555 Gubazes II z Lazica, král Lazica, zabit dvěma byzantskými generály
- 565 Diarmait Mac Cerbaill, král Tary, vrahem Áed Dub Mac Suibni
- 572 Alboin, král Langobardů, otráven svou ženou
- 575 Sigibert I., král Austrasie, zavražděn otroky poslanými jeho švagrovou
- 584 Chilperich I., franský král, zavražděn neznámým útočníkem během lovecké výpravy
- 585 Gundoald, merovejský uchvatitelský král, zabit kamenem hozeným stoupencem krále Guntrama
- 592 Sušun, japonský císař, vrahem Soga no Umako
- 596 Childebert II ., král Austrasie, otráven
- 602 Maurikios, byzantský císař, sťat
- 610 Focas, byzantský císař, popraven
- 618 Yang ze Sui, čínský císař, uškrcen vojákem při převratu
- 656 Uthman ibn Affan, chalífa islámského chalífátu, zavražděn rebely
- 668 Konstans II., byzantský císař, zavražděn
- 710 Zhongzong, čínský císař, otráven svou manželkou císařovnou Wei
- 904 Zhaozong, čínský císař, zabit vojáky vyslanými Zhu Quanzhongem
- 908 Ai, čínský císař, otráven na příkaz Zhu Quanzhonga
- 935 Svatý Václav, český kníže, zabit svým mladším bratrem Boleslavem
- 978 Eduard Mučedník, anglický král, zabit za nejasných okolností
- 1014 Brian Boru, irský král, zabit za nejasných okolností
- 1072 Sancho II. Kastilský, vrahem Vellido Dolfos
- 1156 Sverker I., švédský král, zavražděn svým sluhou pravděpodobně na příkaz Magnuse Henrikssona
- 1157 Øystein Haraldsson, norský král, zabit svými vězniteli poté, co ho porazil Inge Haraldsson
- 1160 Erik IX., švédský král, zavražděn ozbrojenou skupinou vedenou Magnusem II. a možná Sverkerovými
- 1161 Magnus II., švédský král, zavražděn Karel Sverkerssonem
- 1167 Karel VII. Švédský, zavražděn konkurenční dynastií v čele s Knutem Erikssonem
- 1174 Andrej Bogoljubskij, ruský velkokníže, zavražděn spiklenci
- 1192 Konrád z Montferratu, král jeruzalémský, zabit neznámými vrahy
- 1206 Muhammad z Ghoru, sultán Ghórské říše, zavražděn při večerních modlitbách
- 1208 Filip Švábský, německý král, zavražděn bavorským hrabětem Ottou VIII.
- 1227 Ken Arok, král Singhasari, zabit svým nevlastním synem Anusapatim
- 1250 Erik IV. Dánský, zabit pravděpodobně z popudu bratra Abela
- 1259 Kryštof I. Dánský, otráven opatem Arnfastem z opatství Ryd z pomsty za špatné zacházení s arcibiskupem Erlendsonem
- 1286 Eric V. Dánský, zavražděn skupinou spiklenců vedených jeho maršálem Stigem Andersenem Hvidem a jeho vazalem Jacobem Nielsenem
- 1290 Ladislav IV., uherský král, zavražděn třemi Kumánci Árbócem, Törtelem a Kemencem
- 1296 Přemysl II., polský král, zabit z podnětu braniborských markrabí či některých polských rodin
- 1306 Václav III., český, uherský a polský král, zavražděn neznámým vrahem
- 1308 Albrecht I. Habsburský, římský král, zavražděn svým synovcem Janem Parricidou
- 1323 Gong of Song, čínský císař, donucen Šidebalou spáchat sebevraždu
- 1323 Šidebala, čínský císař, zabit při spiknutí příznivců Yesün Temüra
- 1327 Eduard II., anglický král, zavražděn ve vězení po nucené abdikaci, pravděpodobně z příkazu své manželky a jejího milence Mortimera
- 1328 Jayanegara, král říše Madžapahit, zabit svým lékařem
- 1359 Berdi Beg ze Zlaté hordy, zabit svým bratrem Qulpou
- 1382 Joanna I. Neapolská, zavražděna svým bratrancem Karlem III.
- 1386 Karel III., uherský a neapolský král, zavražděn Blažejem Forgáčem z příkazu královny-matky Alžběty Bosenské
- 1389 Murad I., osmanský sultán, zavražděn srbským rytířem Milošem Obilićem
- 1389 Mansa Maghan II. z Mali, svržen a zabit Mansou Sandaki
- 1390 Mansa Sandaki z Mali, svržen a zabit Mansou Maghanem III.
- 1402 Ťien-wen, čínský císař, údajně upálen ve svém paláci
- 1437 Jakub I. Skotský, zavražděn na příkaz svého strýce Waltera Stewarta
- 1483 Edward V., anglický král, po uvěznění zemřel za neznámých okolností, pravděpodobně z příkazu Richarda III.
- 1488 Alauddin Riayat Shah z Malacca, otráven svým důstojníkem

### 16.–19. století
- 1513 Ahmad Shah z Malakky, zavražděn svým otcem
- 1520 Moctezuma II, císař Aztéků, zabit španělskými vojáky vedenými Hernánem Cortésem, nebo svým vlastním lidem
- 1532 Huáscar, císař Inků, popraven svým bratrem Atahualpou
- 1533 Atahualpa, císař Inků, popraven Španěly
- 1587 Marie Stuartovna, skotská královna, popravena po soudním procesu anglickým soudem
- 1589 Jindřich III., francouzský král, zavražděn Jacquesem Clémentem
- 1605 Lžidimitrij I., podvodník, který nastoupil na ruský trůn, svržen a zabit místním davem v Moskvě
- 1610 Jindřich IV., francouzský král, zavražděn Françoisem Ravaillacem
- 1622 Osman II ., osmanský sultán, zabit velkovezírem Davudem Pašou na příkaz Halime Sultan, matky Mustafy I.
- 1648 Ibrahim I., osmanský sultán, popraven na příkaz své matky Kösem Sultan
- 1649 Karel I., anglický král, popraven po procesu zřízeném Rumpovým parlamentem
- 1699 Mahmud II., sultán z Johoru, zavražděn svým admirálem Megatem Seri Ramou
- 1747 Nádir Šáh z Persie, zavražděn Salah Beyem
- 1762 Petr III., ruský car, sesazen a údajně zavražděn na příkaz své manželky Kateřiny Veliké
- 1782 Taksin, král Thajska, sesazen a popraven při převratu
- 1792 Gustav III., švédský král, zavražděn Jacobem Johanem Anckarströmem
- 1793 Ludvík XVI., francouzský král, popraven po odsouzení Národním konventem
- 1801 Pavel I., ruský car, zavražděn spiklenci, snad gubernátorem Palenem
- 1815 Joachim Murat, neapolský král, popraven v Kalábrii na příkaz sicilského Ferdinanda I.
- 1828 Šaka, král Zulů, zabit nevlastním bratrem a nástupcem Dingane a komplici
- 1855 Hamengkubuwono V. z Yogyakarty, zavražděn svou pátou manželkou Kanjeng Mas Hemawati
- 1867 Maxmilián I. Mexický, popraven po mexickém válečném soudu
- 1881 Alexandr II., ruský car, zabit Ignacem Hryniewieckim, členem organizace Narodnaja volja
- 1896 Násir ad-Dín Šáh, král Persie, zabit Mirzou Rezou Kermanim

### 20.–21. století
- 1900 Umberto I., italský král, zabit anarchistou Gaetanem Brescim
- 1903 Alexandr I. Srbský, zabit i s manželkou Dragou skupinou armádních důstojníků
- 1908 Carlos I. Portugalský, zavražděn i se svým synem portugalskými karbonáři Alfredem Luísem da Costa a Manuelem Buiçou
- 1908 Kuang-sü, čínský císař, zemřel na otravu arsenem, možná na příkaz císařovny vdovy Cch’-si nebo Jüan Š’-kchaje
- 1913 Jiří I. Řecký, zabit Alexandrem Schinasem
- 1918 Mikuláš II., poslední ruský car, s celou císařskou rodinou včetně careviče Alexeje Romanova popravena bolševickou popravčí četou pod velením Jakova Jurovského
- 1933 Mohammed Nádir Šáh, král Afghánistánu, zavražděn studentem Abdulem Khaliq Hazarou
- 1934 Alexandr I., jugoslávský král, zabit Vladem Černozemskim, členem Vnitřní makedonské revoluční organizace
- 1938 Genenpil, mongolská královna, zastřelena během stalinských represí v Mongolsku .
- 1948 Yahya Muhammad Hamid ed-Din, král Severního Jemenu, zavražděn při Alwaziriho převratu
- 1951 Abdalláh I., jordánský král, zabit Mustafou Ashim
- 1958 Fajsal II., irácký král, popraven popravčí četou po státním převratu vedeném plukovníkem Abdulem Karimem Kásimem
- 1975 Fajsal bin Abd al-Azíz, král Saúdské Arábie, zabit svým synovcem Fajsalem bin Musa'idem
- 1975 Haile Selassie I., etiopský císař, pravděpodobně zavražděn ve spánku udušením na příkaz Derg junty, která ho sesadila o rok dříve
- 2001 Birendra, nepálský král, zabit svým synem Dípendrou při masakru královské rodiny